# Ґольдлохшпіц
Ґольдлохшпіц (нім. Goldlochspitz) — гора в Ліхтенштейні, висотою — 2 110 м. Ця гора належить до гірського масиву Ретікон в Східних Альпах.
Гора розташована в південній частині Ліхтенштейну. На південнь від столиці країни — Вадуца, в її підніжжі розкинулася комуна-община Трізенберг, а сакме її село Штег.